# Кал
Кал (от пра-и.е. kalъ «чёрный»), фека́лии (от лат. faex мн.ч. faeces «осадок; отбросы»), также экскреме́нты — совокупность отходов жизнедеятельности и непереваренных остатков пищи животных и человека, выделяемых во внешнюю среду из дистального окончания кишечника в процессе акта дефекации.

## Химический состав
Специфический запах кала зависит от наличия в нём летучих веществ, особенно продуктов бактериального метаболизма (гниения) белков — сероводорода, меркаптанов, аминов, в частности, индола, скатола и других. Цвет в определённой степени определяется стеркобилином и другими жёлчными пигментами. 2/3 состава кала составляет вода. Она нужна для растворения токсинов и облегчения прохождения кала по кишечнику. До 1/3 сухой массы кала составляют культуры бактерий, представляющих нормальную микрофлору кишечника.

## Анализы кала
В медицине по анализам кала (копрограмме) получают сведения о функционировании организма, прежде всего о состоянии процессов переваривания пищи в пищеварительном тракте, о работе желчевыводящей системы, о бактериальном балансе толстой кишки, о наличии скрытых кровотечений из ЖКТ (тест на скрытую кровь), а также о наличии паразитов (гельминтов) в кишечнике, что позволяет обнаружить их присутствие и в других частях организма (см. мозговик).
Подготовка образца для общего анализа кала нетривиальна и заключается в соблюдении диеты (диета Шмидта и диета Певзнера) для того, чтобы образец был с дозированным содержанием белков, жиров и углеводов. Соответственно, собирать кал на анализ надо минимум в течение 3—4 дней (3—4 дефекации).

## Анализ на фекальное загрязнение
Обнаружение бактерий рода Escherichia в пищевых продуктах, воде, почве, на оборудовании свидетельствует о свежем фекальном загрязнении, что имеет большое санитарное и эпидемиологическое значение. При этом сами по себе эти бактерии не обязательно опасны. Например, бактерия Escherichia coli наряду с другими бактериями является постоянным обитателем кишечника и симбионтом человека, выполняющим ферментативные и компенсаторные функции. Именно поэтому и проводят анализ на наличие кишечной палочки: её в фекалиях много и поэтому её проще найти.

## Экскременты иэтология
Для млекопитающих продукты жизнедеятельности играют важную роль в формировании поведения (см. метка). Некоторые считают, что этологические законы неприменимы к человеку, другие же, напротив, считают достаточным обоснованием применимости этологического подхода как реакцию людей на данный объект, так и широкое использование слов близкого значения в качестве оскорбительных.

## Религии об испражнениях
- В исламе испражнения рассматриваются как «скверна» (наджаса), от которой себя должен оберегать каждый правоверный мусульманин. В Сунне отмечается: «В раю не будет естественных испражнений — всё будет выходить из людей посредством особого пота, подобного мускусу, с поверхности кожи» (Муслим, Джаннат 18, 3835; Абу Дауд, Суннат, 23, 4741).
- В иудаизме любые человеческие выделения считаются грязными, негодными к любому использованию. Если человек дотронулся до выделений, даже случайно, он должен прежде всего тщательно очиститься.

## Использование в медицине
В современной медицине кал здорового человека используется для лечения некоторых заболеваний кишечника, например, язвенного колита. Фекальная трансплантация, заключающаяся во введении донорских фекальных масс в кишечник больного, чья микрофлора заражена или повреждена, бывает более эффективна при лечении кишечных инфекций, чем антибиотики.